# Georg Christian Freund

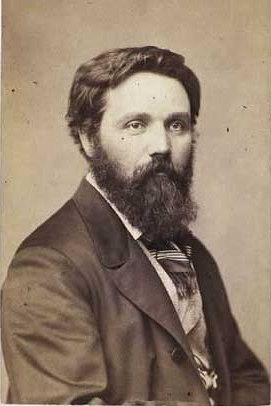
Georg Christian Freund

Georg Christian Freund, född 7 februari 1821 i Altona, död 6 april 1900 i Köpenhamn, var en dansk skulptör. Han var brorson till Hermann Ernst Freund.
Freund kom till Köpenhamn 1836 för att hos sin farbror utbildas till skulptör. Efter dennes död arbetade han under Herman Wilhelm Bissen och var dekoratör i Thorvaldsens museum, där han utförde flera av Thorvaldsens arbeten i marmor. I Rom gjorde han sina bästa självständiga arbeten, såsom Bocciaspelaren och flera behagfulla barn- och kvinnostudier såsom Den spinnande flickan och gruppen Två vänner.